# El grupo increíble
El grupo increíble (inglés: Drak Pack) es una serie animada producida por Hanna-Barbera. El programa fue transmitido por primera vez en Estados Unidos el 6 de diciembre de 1980 por la cadena CBS. La serie tuvo 16 episodios de 30 minutos de duración cada uno.

## Argumento
Un trío de adolescentes, descendientes del Conde Drácula, el monstruo de Frankenstein y de un hombre lobo, forman un equipo de superhéroes llamado el grupo increíble del Conde Drácula para expiar los crímenes de sus antepasados. Drak Jr., Frankie y Aullidos tienen apariencia humana; pero cuando surgen algún problema, los tres chocan las manos en alto al mismo tiempo y gritan ¡Vamos, grupo increíble! (en inglés: Drack Pack Wacko!) para transformarse en un vampiro, un monstruo de Frankenstein y un hombre lobo respectivamente. El grupo increíble usa como medio de transporte el Superdrak (en inglés The Drakster), un automóvil que puede también volar. Su principal oponente es el Dr. Dred quien dirige una organización criminal compuesta de monstruos.

## Personajes
- Héroes

Drak Jr.: miembro y líder del grupo increíble. Es descendiente del Conde Drácula y puede transformarse en un vampiro. Entre sus superpoderes están la telequinesis, capacidad de volar, trepar por las paredes y cambiar a una variedad de formas (generalmente adopta la de un murciélago). A diferencia de otros vampiros, Drak no es afectado por la luz solar.
Frankie: miembro del grupo increíble. Puede transformarse en un monstruo de Frankenstein. Posee fuerza sobrehumana y es capaz de lanzar descargas eléctricas.
Aullidos (Howler en inglés): miembro del grupo increíble. Puede transformarse en un hombre lobo. Posee un aullido ultrasónico y un superaliento con la fuerza propia de un viento huracanado.
Conde Drácula (Count Dracula en inglés): a menudo el grupo increíble se refiere a Drácula con el nombre de Gran D (Big D en inglés). Gran D es tío abuelo de Drak Jr. El grupo increíble acude a él cuando necesitan un consejo. Vive dentro de un ataúd para evitar la luz solar. Un chiste constante de la serie es cuando Gran D cierra su ataúd y accidentalmente se machuca los dedos de la mano con la tapa del ataúd.
- Villanos

Dr. Dred: es un criminal de mente brillante. Su piel es de color azul. Dirige una organización criminal compuesta de monstruos. El Dr. Dred tiene su base en una isla artificial llamada Cuartel Dred (en inglés Dredquarters). Emplea como medio de transporte un dirigible llamado el Dredigible (en inglés The Dredgible).
Toad: es una especie de hombre sapo que es secuaz del Dr. Dred. Cada vez que el Dr. Dred lo reprende por alguna equivocación, Toad se golpea a sí mismo en la cabeza con un matamoscas y dice repetidamente niño malo...
Mujer Vampiro: también llamada Vampira. Es una secuaz del Dr. Dred. Al igual que Drak Jr., puede adoptar varias formas. Ella tiene una ligera atracción romántica por Drak Jr., aunque no es correspondida.
Momia (Mummyman en inglés): es una momia reanimada que es secuaz del Dr. Dred. Posee superfuerza  y vendas que se estiran. Momia usa sus vendas para atar a los miembros del grupo increíble.
Hombre Mosca (Fly en inglés): es una mosca de forma humanoide que es secuaz del Dr. Dred. Puede volar y trepar por las paredes.

## Reparto
| Personaje     | Actor de voz     |
| ------------- | ---------------- |
| Drak Jr.      | Jerry Dexter     |
| Gran D        | Alan Oppenheimer |
| Frankie       | William Callaway |
| Aullidos      | William Callaway |
| Dr. Dred      | Hans Conried     |
| Toad          | Don Messick      |
| Mujer Vampiro | Julie McWhirter  |
| Momia         | Chuck McCann     |
| Hombre Mosca  | Don Messick      |
| Narrador      | John Stephenson  |